# Pierluigi Torre

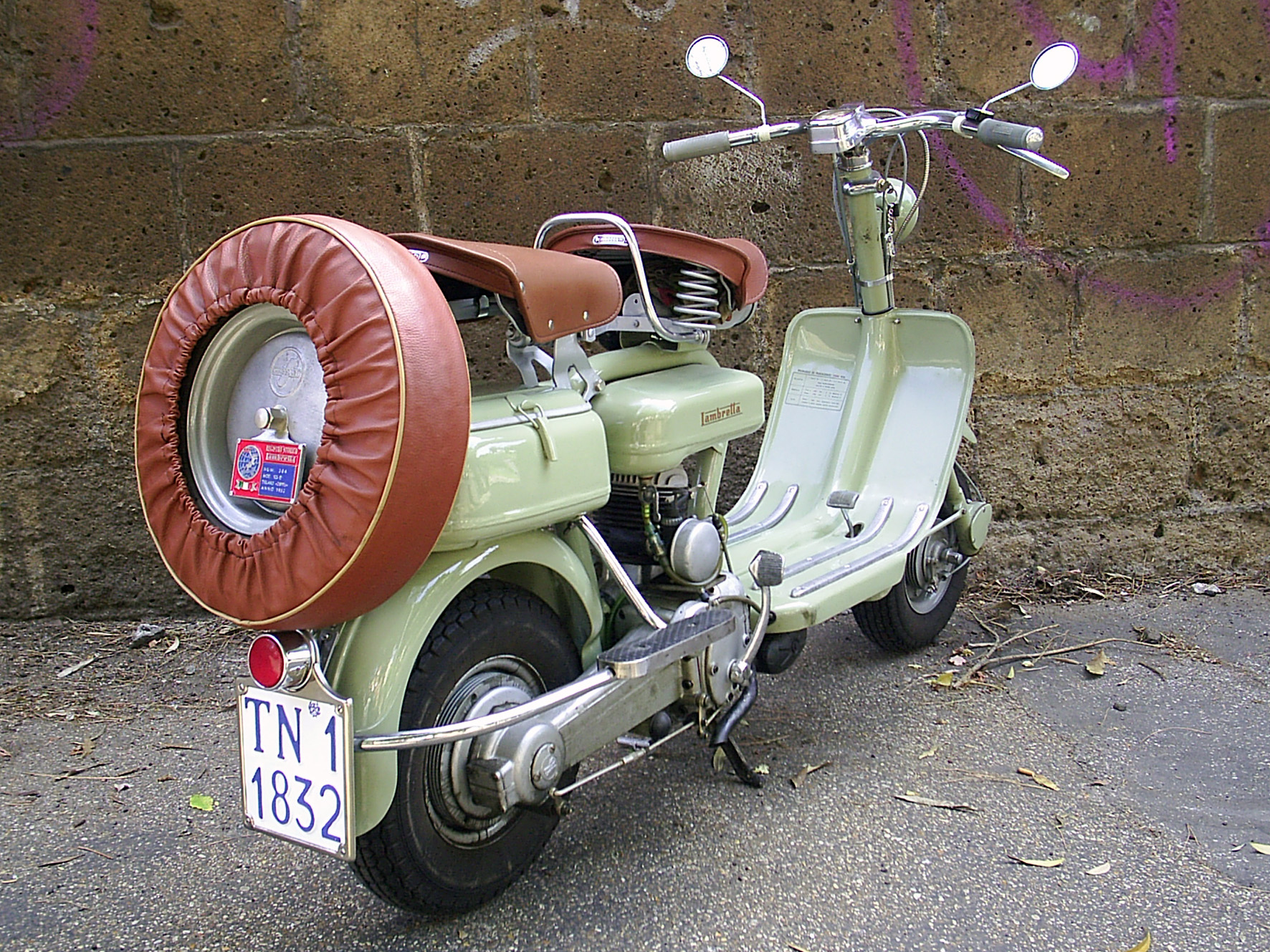
Lambretta D 125 del 1952

Pier Luigi Torre (Vieste, 1902 – Milano, 1989) è stato un ingegnere italiano, progettista della Innocenti Lambretta.

## Biografia
Sin da giovane dedito agli studi, amante della matematica, riesce a laurearsi appena ventenne alla facoltà di ingegneria meccanica ed elettrotecnica a Torino, per poi, data la sua grande passione per gli aerei e la velocità, conseguirne una seconda in aeronautica.
A Torino incontra Albertina Androetto, che divenne sua moglie e dalla quale ebbe due figli, Giampaolo e Mariella.

### La carriera in Aeronautica
Il suo nome entra presto nella storia dell'aviazione, perché, negli anni venti, è, insieme all'ingegnere Marchetti, il progettista dell'idrovolante Savoia-Marchetti S.55; fu lui a studiare e progettare il velivolo S.55X usato per compiere la celebre seconda trasvolata atlantica di Italo Balbo del 1933, partecipando alla Crociera del Decennale come capitano alla guida del genio aeronautico..

Diversi sono i progetti pionieristici in campo aeronautico a lui attribuibili, tra i quali c'è il brevetto di un sistema di registrazione automatico dei dati di volo che può venire considerato come il precursore della scatola nera. Anche gli anni della seconda guerra mondiale lo vedono impegnato nella ricerca, come colonnello in forza alla Direzione Superiore Studi ed Esperienze di Guidonia della Regia Aeronautica; la sua carriera di ufficiale sarà così brillante da portarlo a essere nominato generale.

### La Lambretta
A guerra finita, nel 1946 viene contattato per lavorare nei ricostruiti stabilimenti milanesi della Innocenti. È l'ingegnere Ferdinando Innocenti a chiamarlo; la scelta dell'industriale è dovuta al fatto che sa che lui è in possesso di una grande competenza nel campo dei materiali leggeri ma molto resistenti che vengono impiegati in aeronautica.
La conoscenza nell'applicazione di questo tipo di materiali si rende necessaria perché Innocenti intende usarli per la produzione di uno scooter dai contenuti e quindi una larga diffusione popolare.
Accettata l'offerta, viene pertanto incaricato di progettare e disegnare motore e carrozzeria di quella che sarà battezzata Lambretta (nome ispirato dal fiume Lambro, che attraversa lo stabilimento), che entra per la prima volta in produzione nel 1947 e che, insieme alla Vespa, diventerà lo standard e il simbolo dello scooter in tutto il mondo; l'enorme successo del prodotto gli vale la nomina quale direttore tecnico della Innocenti dove lavorerà ininterrottamente dal 1946 fino al 1962.
Non abbandona però la sua grande passione per la velocità; parallelamente allo sviluppo dei mezzi da strada, in questi anni, insieme a un gruppo di giovani ingegneri e piloti che saranno protagonisti dell'epopea della ingegneria motoristica italiana del dopoguerra, tra questi Giulio Alfieri, Luigi Cassola, Riccardo Rizzi e Romolo Ferri, si applica anche alla ideazione ed evoluzione di prototipi di Lambretta da corsa con i quali vince molte gare e batte molti record di velocità e di durata.
Nel biennio 1957-58 si dedica anche allo studio di un prototipo di autovettura utilitaria che dovrebbe essere completamente costruita all'interno della Innocenti, ma che però non entrerà mai in produzione; infatti, nel 1959, la dirigenza dell'azienda decide di accantonare definitivamente ogni progetto di costruire autonomamente un'autovettura, specialmente per non entrare in conflitto con la FIAT.

### La carriera universitaria
Una volta abbandonato il suo lavoro di direttore tecnico all'interno della Innocenti, negli anni settanta, occupa la cattedra quale docente di disegno di macchine e progettazione al Politecnico di Milano; insegnamento che esercita quasi fino ai suoi ultimi giorni di vita, generalmente avendo come proprio assistente l'ingegnere Luigi Cassola, quel Luigi Cassola che fu anche ingegnere responsabile del Centro studi Innocenti.